# Aeropuerto de Elistá
El Aeropuerto de Elistá (del ruso: Аэропорт Элиста) (IATA: ESL, ICAO: URWI) es un aeropuerto ubicado 9 km al noreste de Elistá, capital de la república de Kalmukia, Rusia. 
Está operado por la empresa Aeropuerto de Elistá (del ruso: Аэропорт Элиста).
El espacio aéreo está controlado desde el FIR de Astracán-Narimánovo (ICAO: URWA).

## Pista
Cuenta con una pista de asfalto en dirección 09/27 de 3.200 x 45 m (10.496x148 pies).